# Bosques montanos de los Andes venezolanos
Los bosques montanos de los Andes venezolanos (NT0175) es una ecorregión del brazo norte de los Andes en Venezuela. Contiene bosques montanos y nublados que llegan hasta la ecorregión del páramo de la Cordillera de Mérida. Estos bosques albergan numerosas especies endémicas de flora y fauna. Sus niveles inferiores están amenazados por los agricultores migrantes, que talan parcelas de bosque para cultivar y luego se marchan.

## Geografía

### Localización
La ecorregión de los bosques montanos de los Andes venezolanos abarca la mayor parte de los estados venezolanos de Mérida y Trujillo, gran parte del estado de Táchira y las tierras altas de los estados de Lara y Barinas. Incluye una pequeña zona en Colombia. Abarca la parte inferior de la extensión venezolana de la Cordillera Occidental del norte de los Andes. Tiene una superficie de 2 952 586 hectáreas.
Al sureste colinda con los bosques secos de los Llanos y de Apure-Villavicencio, y al suroeste con los bosques montanos de la Cordillera Oriental. Al noroeste limita con los bosques húmedos del Catatumbo y los bosques secos de Maracaibo. Al norte se une con el matorral xérico de Paraguaná y el matorral xérico de La Costa. Contiene zonas de páramo de la Cordillera de Mérida en las zonas más altas.

### Terreno
La ecorregión de los bosques montanos de los Andes venezolanos contiene los bosques nublados de gran altitud de la Cordillera de los Andes venezolana, que alcanza altitudes de 4000 a 5007 metros. Se trata de una rama nororiental de los Andes que está separada de la Cordillera Oriental de Colombia por la depresión del Táchira, en la frontera entre Venezuela y Colombia. La ecorregión se extiende desde la depresión del Táchira a lo largo de unos 450 kilómetros en dirección noreste hasta la depresión de Barquisimeto. La ecorregión también incluye los bosques del aislado macizo de Tamá, que se encuentra entre los Andes colombianos y la depresión del Táchira
Las montañas se formaron durante el Paleoceno y continuaron elevándose hasta el final del Plioceno. Se componen principalmente de esquisto cuarcítico, gneis y caliza, con intrusiones aisladas de granito y diabasa. Los suelos son en su mayoría inceptisoles, pero a menudo se encuentran entisoles en las laderas y zonas erosionadas. Los ríos que se forman cerca de las cumbres crean grandes valles que forman barreras fisiográficas entre las cordilleras. El más grande, el Chama, cruza el eje noreste-suroeste de la parte media de la Cordillera, dividiendo en la Cordillera de Mérida al sur y la Sierra de la Culata al norte. Otros ríos importantes son el Santo Domingo, el Boconó y el Motatán.

## Clima

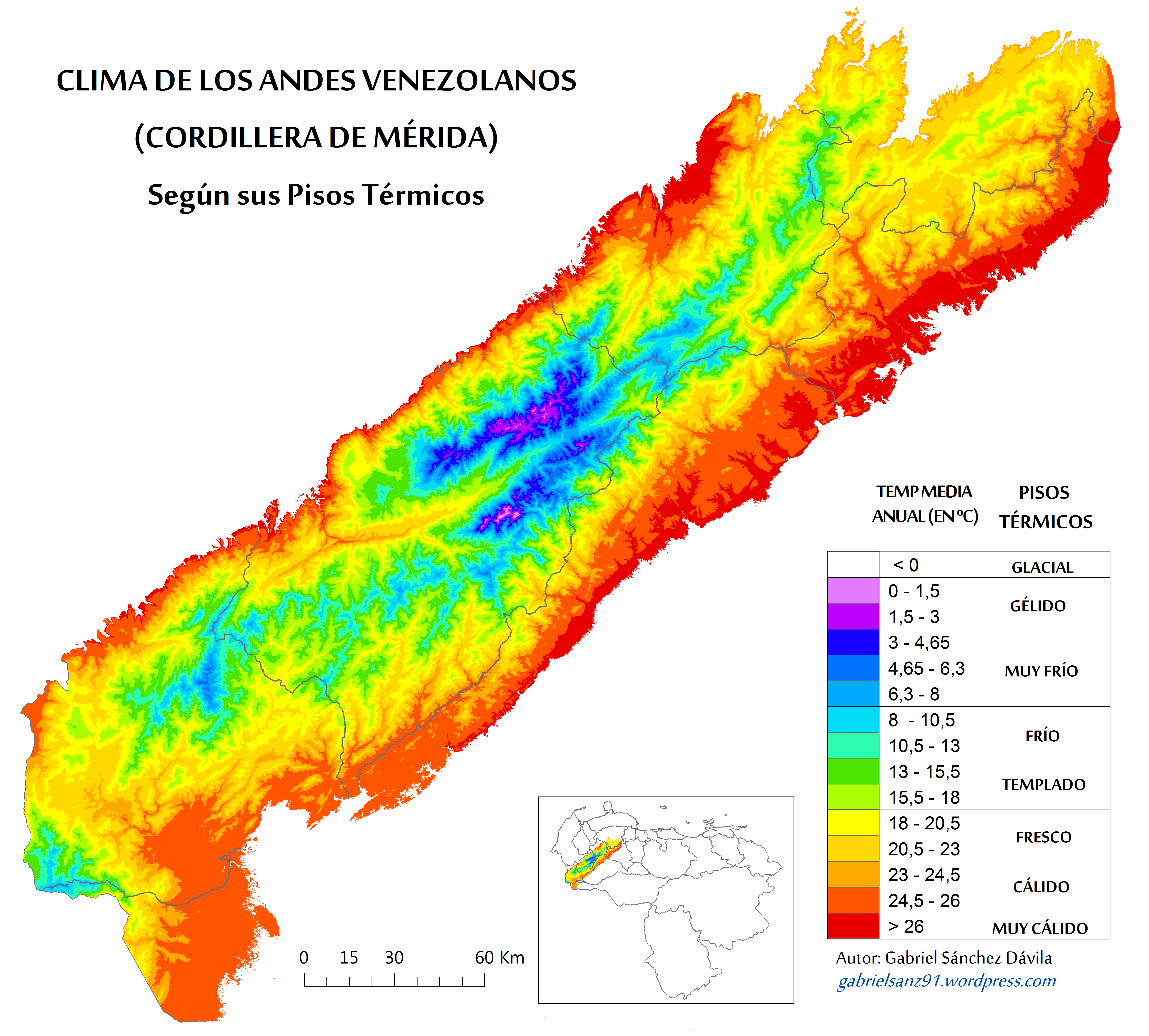
Zonas climáticas. Las zonas más frescas son los páramos (azul oscuro y violeta).

La clasificación climática de Köppen es "Cfb": templado cálido, totalmente húmedo, verano cálido. Desde los 800 hasta los 2500 metros de altitud, las temperaturas medias anuales son de 24-12 °C (75-54 °F). Las temperaturas son más bajas por encima de esta altitud. Los vientos alisios del noreste afectan mucho al clima. Hay una estación seca de diciembre a abril y una estación húmeda de abril a noviembre, cuando la humedad es transportada desde la Zona de Convergencia Intertropical. La precipitación media anual es de 2000 a 3000 milímetros, pero varía considerablemente de un lugar a otro. A lo largo de las laderas del sureste, las precipitaciones comienzan por encima de los 2400 metros, mientras que en las laderas del noroeste comienzan a partir de los 1.200 metros. Las laderas de los valles interiores son secas, y a menudo muy secas

## Ecología
La ecorregión de los bosques montanos de los Andes venezolanos se encuentra en el ámbito neotropical, en el bioma de los bosques latifoliados húmedos tropicales y subtropicales. La ecorregión forma una barrera ecológica entre la región del lago de Maracaibo y los Llanos. Tiene una gran variedad de plantas, muchas endémicas, y se considera un refugio de plantas y un centro de dispersión.

### Flora

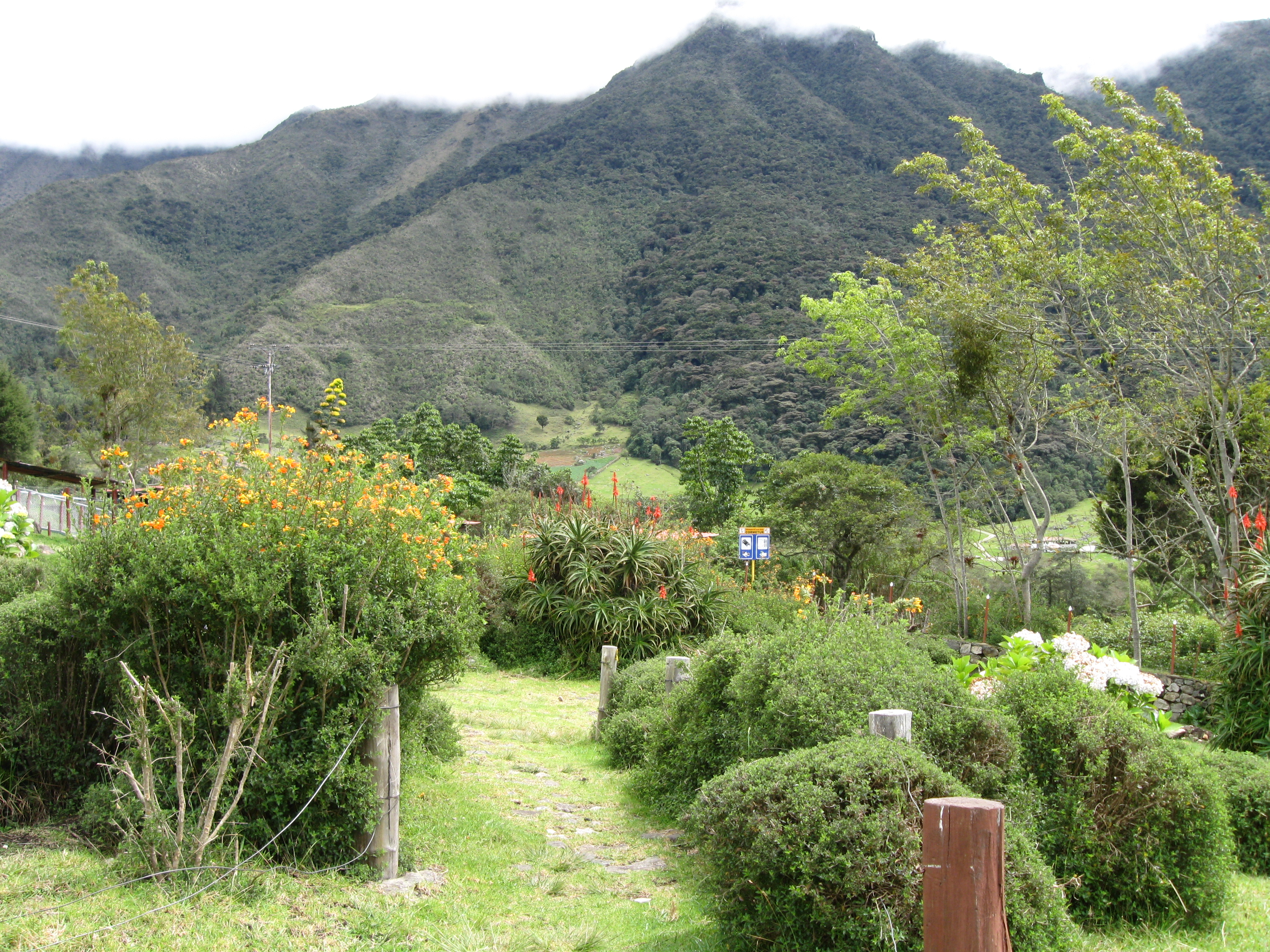
Sierra de La Culata, Edo. Mérida

La vegetación incluye bosques de transición de hoja perenne entre 800 metros y 1.800-2.000 metros y bosques nubosos de hoja perenne a mayor altitud. Los bosques perennifolios de transición son densos, con dos o tres estratos, con la mayoría de los árboles de las familias Lauraceae, Moraceae, Myrtaceae, Bignoniaceae, Euphorbiaceae y Araliaceae . De 2000 a 3000 metros (2187,2 a 3280,8 yd) hay bosques nubosos muy densos con dos o tres capas, muchas epífitas y un rico sotobosque. Especies comunes son Retrophyllum rospigliosii, Prumnopitys montana, oleifolius Podocarpus, Alnus jorullensis, moritzii Oreopanax, Brunellia integrifolia, Hedyosmum glabratum, Weinmannia jahnii, Weinmannia microphylla, tetrorchidium rubrivenium, Beilschemieda sulcata, ruagea glabra y ruagea pubescens .
Los bosques montanos y los páramos de Mérida tienen 155 especies de plantas endémicas, y contienen el 30% de la flora endémica de la ecorregión. Los bosques y páramos del aislado macizo de Tamá cuentan con otras 82 especies de plantas endémicas. Las plantas endémicas comunes de los bosques montanos son Podocarpus pedulifolius, Oreopanax veillonii, Psychotria aristeguiateae, Lagenanthus princeps, Delostoma integrifolium, así como especies de bromelias, helechos y orquídeas.

### Fauna

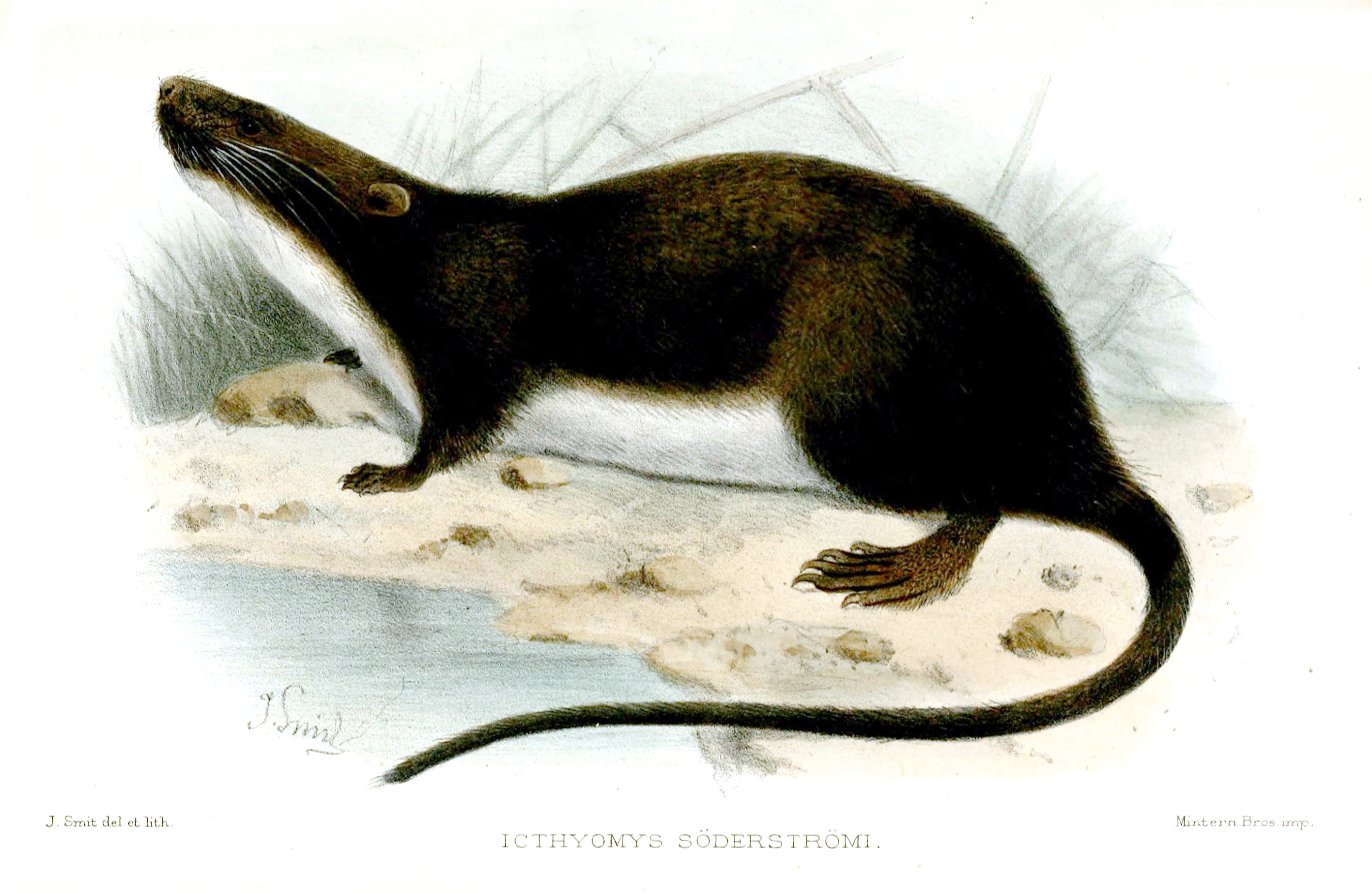
rata cangrejera (Ichthyomys hydrobates)

Hay cuatro especies de mamíferos endémicos en la ecorregión. La marmosa grácil duende (Gracilinanus dryas) y el murciélago sin cola de Luis Manuel (Anoura luismanueli) se encuentran tanto en la Cordillera de los Andes como en el Macizo de Tamá. El ratón de Oldfield (Thomasomys vestitus) se encuentra solo en la Cordillera de los Andes. La rata pescadora de Musso (Neusticomys mussoi) ha sido reportada en un solo lugar de la Cordillera de los Andes. Las subespecies de mamíferos que se encuentran solo en la ecorregión de bosques montanos y la ecorregión de Páramo Cordillera de Mérida incluyen el venado de cola blanca andina (Odocoileus virginianus goudotii), que se encuentra en el ecotono entre los bosques de alta montaña y los páramos, y la corzuela roja pequeña (Mazama). rufina bricenii), que se encuentra en bosques de hoja perenne y páramos de 1000 a 3000 metros. Ambas especies de ciervos están en peligro de extinción por la caza.
En los márgenes del bosque junto a los páramos, la rata cangrejera (Ichthyomys hydrobates), que está restringida a los Andes en Venezuela y Colombia, está amenazada por cambios en su hábitat, y la pacarana (Dinomys branickii), muy extendida en los Andes, es amenazado por la caza. El oso de anteojos en peligro de extinción (Tremarctos ornatus) se encuentra a lo largo de los Andes desde Bolivia hasta Venezuela. En Venezuela se encuentra entre los 380 y los 4 700 m en los Andes y la Serranía del Perijá, con mayor frecuencia en bosques nubosos entre los 1000 y los 3000. Tiene bajas tasas de reproducción y está amenazado por la caza y la destrucción de su hábitat. Los mamíferos en peligro de extinción incluyen el mono araña de Geoffroy (Ateles geoffroyi) y la rata pescadora de Musso (Neusticomys mussoi).

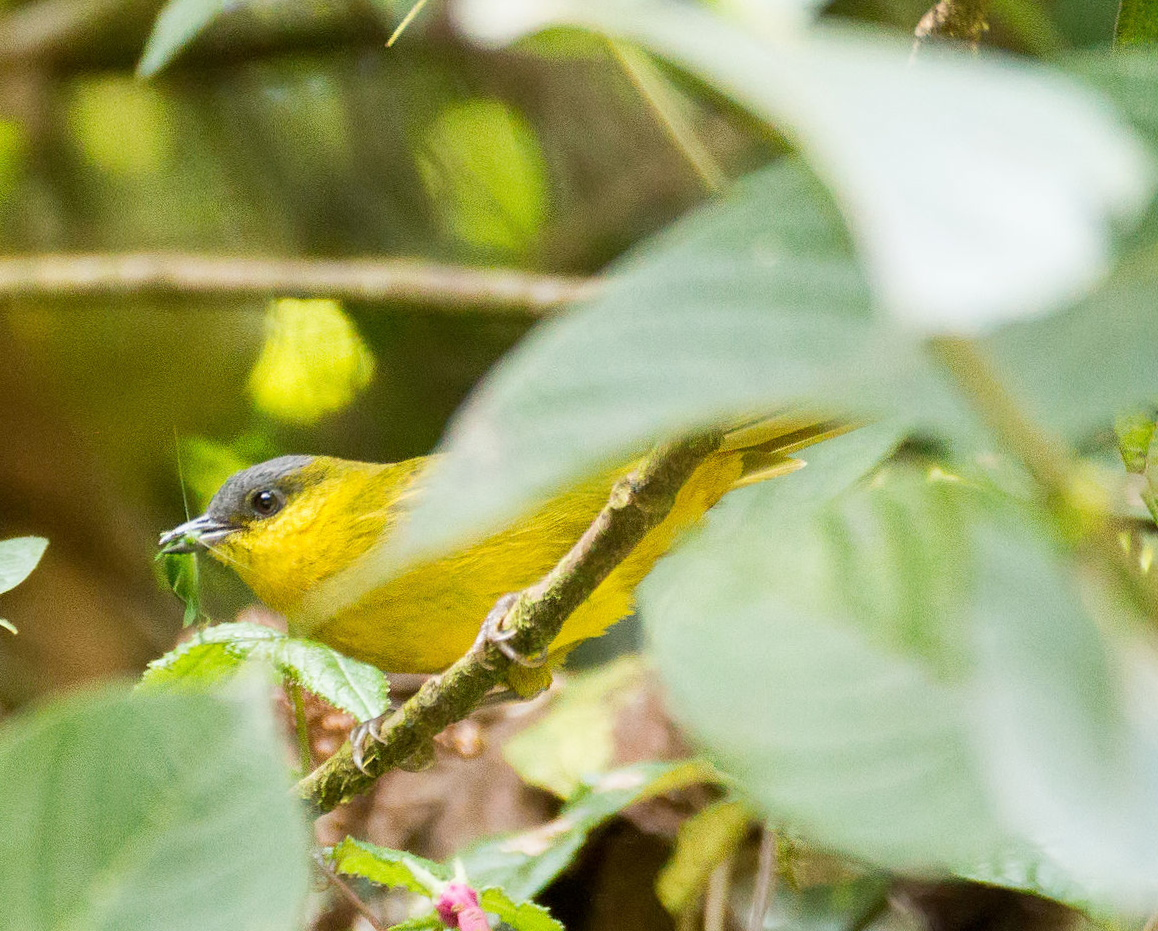
Hemispingus de capa gris (Hemispingus reyi)

Se reportan 25 especies de aves endémicas con áreas de distribución restringidas en la ecorregión, de las cuales cuatro se encuentran sólo en la ecorregión del bosque montano. Hay menos especies en los niveles superiores y las menos en los páramos. Las aves endémicas incluyen al ángel de garganta de amatista (Heliangelus amethysticollis), hemispingus de cabeza gris (Hemispingus reyi), tarta blanca de frente blanca (Myioborus albifrons), antpitta de nuca gris (Grallaria griseonucha), periquito de corona rosa (Pyrrhalapura) rhodo (Diglossa gloriosa). Las especies de distribución restringida en el macizo de Tamá incluyen Táchira antpitta (Grallaria chthonia), antpitta encapuchado (Grallaricula cucullata) y codorniz venezolana (Odontophorus columbianus). aves en peligro de extinción incluyen el guajolote (Pauxi pauxi), el jilguero rojo (Spinus cucullatus) y el águila castaña y negra (Spizaetus isidori).
La especie de salamandra Bolitoglossa orestes es endémica. La ecorregión es rica en especies de ranas endémicas, con 62 especies sólo en la Cordillera de Mérida, muchas de ellas endémicas de los bosques nublados. Las familias más comunes son Eleutherodactylus y Centrolenidae . Viven entre 2000 y 4000 m en los bosques nubosos y junto a arroyos en páramos muy húmedos. Los anfibios en peligro de extinción incluyen Aromobates alboguttatus, A. duranti, A. haydeeae, A. leopardalis, A. mayorgai, A. meridensis, A. molinarii, A. nocturnus, A. orostoma, A. saltuensis, A. serranus, Atelopus carbonerensis, A. chrysocorallus, A. mucubajiensis, A. oxyrhynchus, A. pinangoi, A. sorianoi, Dendropsophus meridensis, Gastrotheca ovifera, Hyalinobatrachium pallidum, mannophryne collaris, M. cordilleriana, M. yustizi, Ginesi Pristimantis, P. lancinii y P .paramerus .

## Estado
El Fondo Mundial para la Naturaleza otorga a la ecorregión el estatus de "Vulnerable". Los bosques montanos de baja y media altitud están siendo invadidos por los agricultores migrantes, que fragmentan el hábitat. Esta es la principal amenaza, pero la extracción de valiosas orquídeas y bromelias también es un problema. Se han presentado solicitudes, hasta ahora denegadas, de permisos para extraer zinc, cobre, plomo y plata en la región de Bailadores-Guaraque, incluido el parque nacional General Pablo Peñalosa. La explotación de carbón en la depresión del Táchira puede amenazar el adyacente Macizo del Tamá..
El 20,78 % de la ecorregión está protegida. Los parques nacionales venezolanos que protegen partes de la ecorregión incluyen el parque nacional Guaramacal, el parque nacional Sierra Nevada, el parque nacional Sierra La Culata, el parque nacional General Juan Pablo Peñaloza, el parque nacional Dinira y el parque nacional Yacambú . El parque nacional natural Tamá en Colombia y el parque nacional El Tamá en Venezuela protegen partes del Macizo Tamá. Algunos de los parques están amenazados por la gran cantidad de turistas y por los incendios y la construcción propuesta de carreteras y tuberías.